# کارخانه اقبال
کارخانه اقبال مربوط به دوره پهلوی است و در یزد، محله سردوراه، خیابان شهید مطهری، حد فاصل چهارراه فرهنگیان ومیدان آزادی واقع شده و این اثر در تاریخ ۱۷ اسفند ۱۳۸۱ با شمارهٔ ثبت ۷۷۸۱ به‌عنوان یکی از آثار ملی ایران به ثبت رسیده است.